# La mano del diavolo
La mano del diavolo (La main du diable) è un film del 1943 diretto da Maurice Tourneur.
Il film è basato su un romanzo di Gérard de Nerval.